# Ryan Bingham
George Ryan Bingham (Hobbs, 31 de março de 1981) é um cantor e compositor de música country norte-americano. Tem em sua discografia os álbuns : "Mescalito" (2007), "Roadhouse" (2008), "Junky" (2010), "Tomorrowland" (2012), "Fear and Saturday Night" (2015), "Ryan Bingham Live"" (2016) e "American Love Song"(2019).
Bingham compôs e cantou duas musicas da trilha sonora do filme Crazy Heart, incluindo "I Don't Know," e a premiada, "The Weary Kind".  Bingham escreveu e produziu "The Weary Kind" junto com T-Bone Burnett, sendo Bingham quem gravou a música originalmente. Fez também uma pequena participação no filme. 
No dia 17 de janeiro de 2010, a música "The Weary Kind " ganhou o Globo de Ouro de melhor música original e ganhou também o Oscar de melhor canção original em 2010.
É dele a canção tema da série americana The Bridge , "Until i´m one whit you".

## Referencias
- http://www.binghammusic.com/ (em inglês)